# Кандос
Кандос (англ. Kandos) — невелике містечко в Центральній плоскогір’ї Новий Південний Уельс, Австралія, у складі  регіональної ради Середнього Заходу. Ця територія є традиційним домом для племені Дабі з народу Віраджурі. Місто розташоване під горою Кумбер Мелон [1] (від аборигенської назви Комбамоланг [2]), в районі, раніше відомому як Кумбер [3]. Кандос ділиться своєю місцевістю, зайнятістю та інфраструктурою з сусіднім містом Рілстоун, що за 6 кілометрів. Згідно з переписом 2021 року, населення Кандосу становило 1263 особи

## Історія

### Місто компанії
Компанія NSW Cement Lime and Coal Company була зареєстрована в травні 1913 року і випущена в серпні того ж року для створення цементної промисловості. Компанія придбала 100 акрів землі у місцевого фермера Джона Ллойда-молодшого за 2000 фунтів стерлінгів, щоб заснувати промисловість і місто. Промислова інфраструктура була побудована протягом перших трьох років. Вапняк було піднято з сусіднього кар’єру та транспортовано по підйомній дорозі. Поруч добували вугілля та сланці. Було збудовано дамби, залізничні колії, залізничну станцію, стеки, силоси та електростанцію, імпортовано печі та встановлено обладнання. Виробництво цементу почалося в серпні 1916 року. Створення галузі зайняло більше часу, ніж очікувалося, тому що перший завод, поставлений німецькою компанією Krupp Ltd, був інтернований у португальській Західній Африці на початку Першої світової війни, тому генеральному менеджеру Френку Оукдену довелося відправитися до Америки та Англії, щоб замовити інший рослина.
Джеймс Доусон, місцевий геодезист і землевласник, уклав контракт з цементною компанією для обстеження першого району міста та більшості наступних підрозділів. Під час першого продажу землі в Кандосі 14 серпня 1915 року на аукціон було виставлено 200 ділових і житлових ділянок. Місцевий скотар Хантер Вайт із Хавіли заплатив надзвичайно високу ціну — 2700 фунтів стерлінгів за землю, відведену під готель на розі Ангус-авеню та Білого Півмісяця. Земля привабила таку ціну, тому що компанія поставила застереження на всі права власності на землю, щоб запобігти будівництву іншого готелю. Вайт, великий інвестор [3] у компанію, який незабаром став директором компанії, пізніше був проданий компанії Tooth & Company. Протягом десяти років робилися різноманітні спроби отримати іншу ліцензію на готель на землі, що не належить компанії. Кожного разу це було проти в ліцензійних судах.
У 1926 році Вільям Морган нарешті отримав ліцензію на другий готель для Railway Hotel. Він був побудований на Ілфорд-роуд на коронному підрозділі, на який не вплинуло застереження цементної компанії.
Kandos спочатку називався Candos, абревіатура, як вважають, офіційних осіб компанії. У 1915 році генеральний магістр пошти вирішив, що назва Кандос дуже схожа на назву Чандос у Південній Австралії, і назву було змінено на Кандос.
1. 1 2 3  http://quickstats.censusdata.abs.gov.au/census_services/getproduct/census/2016/quickstat/SSC12057
2. 1 2  Geographical Names Register
3. 1 2 3 4 5  https://linked.data.gov.au/dataset/asgsed3/SAL/12065
4. ↑  http://www.censusdata.abs.gov.au/census_services/getproduct/census/2016/quickstat/SSC12057
5. ↑  Kandos // QuickStats — Австралійське бюро статистики.
6. ↑  https://www.abs.gov.au/census/find-census-data/quickstats/2021/UCL115090